# Flugplatz Ballenstedt

i7
i11
i13

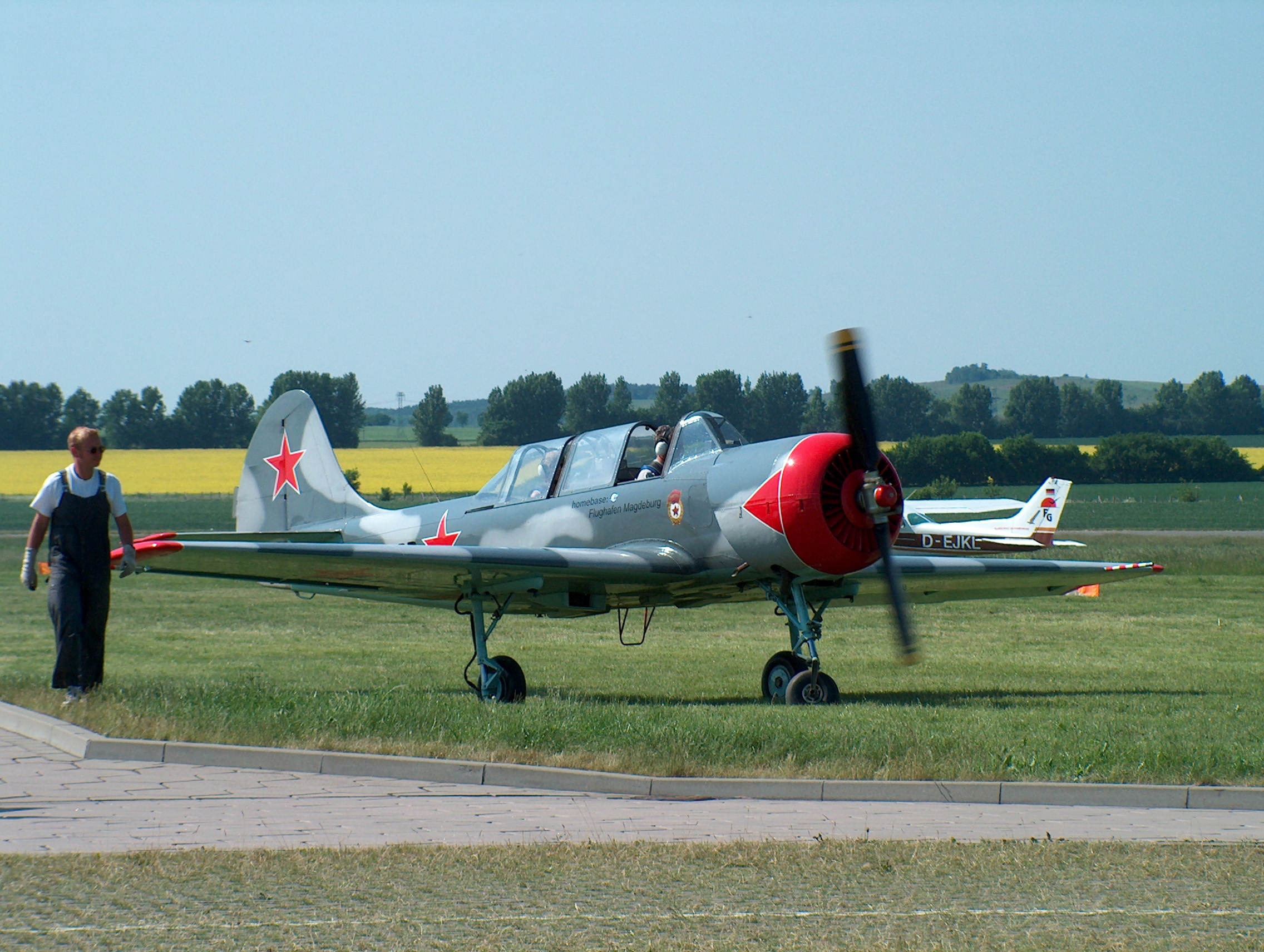
Yakovlev Yak-52 auf dem Weg zur Startbahn

Der Flugplatz Ballenstedt (ICAO-Code: EDCB) ist ein Verkehrslandeplatz am Ballenstedter Ortsteil Asmusstedt (Landkreis Harz) in Sachsen-Anhalt, am nordöstlichen Rande des Harzes.

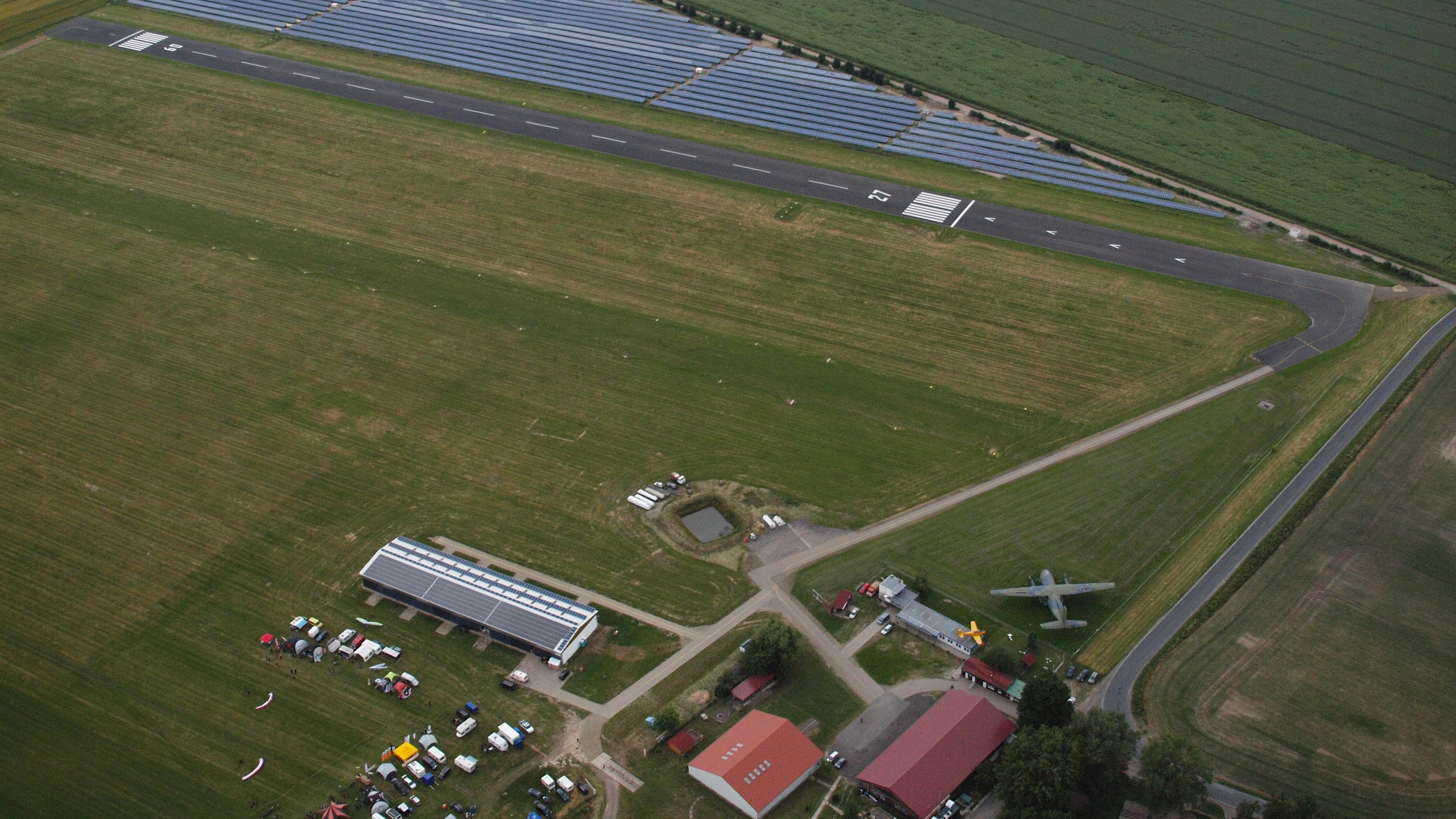
Verkehrslandeplatz Ballenstedt Quedlinburg

## Geschichte
Bereits in den 1920er Jahren gab es um Ballenstedt Segelflugbetrieb. Am 2. Oktober 1932 wurde dann das Gelände nördlich der Gegensteine, einer Erhebung nördlich von Ballenstedt, der Segelflugplatz errichtet. Bereits ein Jahr später wurde durch die Ortsgruppe Ballenstedt des Deutschen Luftsportverbandes unter Leitung von Herrn Kutz das Gelände ausgebaut. 1935 entstand die erste Halle, 1936 Werkstätten und Garagen. Die heutige große Flughalle entstand in den Jahren 1941/42.
Nach dem Zweiten Weltkrieg nahmen zunächst Amerikaner den Flugbetrieb mit Segelfliegern wieder auf, ab 1949 die Sowjetunion. Ab dem Frühjahr 1953 wurde die Flugschule wieder neu aufgebaut. Jährlich gab es etwa 2500 Starts.
1979–1990 gab es eine Pause des Flugbetriebes, da die Innerdeutsche Grenze zu West-Deutschland nah war und Fluchten aus der DDR zu erwarten waren. Im September 1990 erhielt der Flugplatz wieder eine Genehmigung für den Flugbetrieb; im Januar 1991 landete das erste Flugzeug. 1994 wurde parallel zur Graspiste eine Asphaltbahn errichtet.
2006 war der Flugplatz Austragungsort der Offenen Deutschen Hubschraubermeisterschaft.
Die Städte Ballenstedt, Thale und der Landkreis Harz sowie die Wärmeerzeugung Ballenstedt GmbH sind Gesellschafter des Betreibers Gesellschaft für Flugplatzentwicklung Ballenstedt-Quedlinburg GmbH. Aus der Beteiligung des Altlandkreises Quedlinburg leitete sich auch der Zusatz -Quedlinburg im Namen ab, gebräuchlich ist jedoch die Bezeichnung Verkehrslandeplatz Ballenstedt.
Der Verkehrslandeplatz Ballenstedt ist der einzige Verkehrslandeplatz im Harz und zählt jährlich zwischen 18.000 und 20.000 Flugbewegungen.
Seit 20. Dezember 2013 trägt die Betreibergesellschaft die neue Bezeichnung Flugplatz Ballenstedt-Harz GmbH. Gleichzeitig wurde der Verkehrslandeplatz umbenannt in Verkehrslandeplatz Ballenstedt-Harz.

## Technische Daten
Der Flugplatz hat eine Zulassung für Luftfahrzeuge bis zu einem Maximalgewicht von 5.700 kg und ist für Nachtflug NVFR zugelassen.

## Sonstiges
Jährlich am Himmelfahrts-Wochenende wird das Flugplatzfest durchgeführt.
Seit 2009 findet jährlich am zweiten Juliwochenende das Rockharz Open Air auf dem Flugplatzgelände statt.
Vom 2. bis 4. September 2010 fand auf dem Gelände des Flugplatzes das Festival „Spirit from the Street 2010“ statt.
Vom 24. bis 28. Mai 2012 fand auf dem Flugplatz-Gelände die „Super-Rally 2012“ des europäischen Harley-Davidson-Clubs statt.
Am 16. Oktober 2012 gab es einen Zwischenfall, als der Pilot des Überführungsfluges einer Transall C-160 (Baujahr 1971) bereits östlich auf der Kreisstraße 1362 aufsetzte, nochmal kurzzeitig an Höhe gewann und dann sicher auf der Landebahn aufsetzte. Einige Zuschauer des Landeanfluges standen dabei unmittelbar in der Nähe der aufsetzenden Maschine, da sie Sicherheitsabsperrungen missachteten. Eine zweite Transall (Silberne Gams, Baujahr 1972) landete am 18. Dezember 2017, diesmal perfekt. In der folgenden Zeit erfolgte die Zerlegung und am 9. Oktober 2018 der Transport in das Luftfahrtmuseum Wernigerode, wo sie auf dem Dach eines Hallenneubaus als Ausstellungsstück wieder montiert wurde.